# Keiko Ibi
Pour les articles homonymes, voir Ibi.
Keiko Ibi (伊比恵子, Ibi Keiko, née en 1967 à Niigata au Japon) est une ancienne gagnante du concours Miss Japon 1987, devenue réalisatrice de films documentaires.

## Biographie
Diplômée en littérature de l'université pour femmes du Japon, elle gagne en 1987 le concours Miss Japon.
En 1993, elle part étudier l'art cinématographique à l'université de Syracuse, située dans l'état de New York.
En 1999, au cours de la 71e cérémonie des Oscars, elle remporte l'Oscar du meilleur court métrage documentaire, en tant que réalisatrice de documentaires pour son œuvre The Personals: Improvisations on Romance in the Golden Years. Elle devient ainsi la première personnalité japonaise à obtenir un Oscar.

### Source
- (ja) Cet article est partiellement ou en totalité issu de l’article de Wikipédia en japonais intitulé « 伊比恵子 » (voir la liste des auteurs).